# Gnophodes grogani
Gnophodes grogani is een vlinder uit de onderfamilie Satyrinae van de familie Nymphalidae. De wetenschappelijke naam van de soort is voor het eerst geldig gepubliceerd in 1901 door Emily Mary Bowdler Sharpe.